# Насвинская волость (Псковская губерния)
Насвинская волость — административно-территориальная единица в составе Великолукского уезда Псковской губернии РСФСР в 1924 — 1927 годах. Центром был посёлок Насва.
В рамках укрупнения дореволюционных волостей губернии, новая Насвинская волость была образована в соответствии с декретом ВЦИК от 10 апреля 1924 года из упразднённых Дунянской, Дроздовской, Овсищенской волостей Великолукского уезда и разделена на сельсоветы Брутовский, Горожанами, Дунянский, Липшанский, Насвинский, Овсищенский, Самолуковский. В октябре 1925 года образован Краснопахарский сельсовет, в 1926 году — Назаровский и Батрацкий сельсоветы, в июне 1927 года — Медведковский сельсовет.
В рамках ликвидации прежней системы административно-территориального деления РСФСР (волостей, уездов и губерний), Насвинская волость была упразднена в соответствии с Постановлением Президиума ВЦИК от 1 августа 1927 года, а её территория была разделена между новообразованными Локнянским, Насвинским, Великолукским и Рыковским районами Великолукского округа Ленинградской области.